# Galea flavidens
Galea flavidens är en däggdjursart som först beskrevs av Brandt 1835.  Galea flavidens ingår i släktet Galea och familjen marsvin. IUCN kategoriserar arten globalt som livskraftig. Inga underarter finns listade.
Detta marsvin förekommer i Brasilien i delstaten Minas Gerais och i angränsande delstater. I bergstrakter når arten 1700 meter över havet. Habitatet utgörs av savanner med glest fördelade buskar och troligen av andra öppna områden.